# ادوارد آدامز
ادوارد آدامز (انگلیسی: Edward Adams (footballer)؛ ۱۲ نوامبر ۱۹۰۸ – ژوئیه ۱۹۸۱ (aged ۷۲)) یک بازیکن فوتبال بود. 
از باشگاه‌هایی که در آن بازی کرده‌است می‌توان به باشگاه فوتبال ترانمره راورز اشاره کرد.